# Moguai
Ne pas confondre avec Mogwai (groupe).
Moguai, né André Tegeler, est un disc-jockey allemand né à Recklinghausen.
Actif depuis 1994, il devient en 2010 l'un des premiers artistes à signer chez Mau5trap Recordings, et sortira son premier album solo, We Ar Lyve, le 13 avril 2010.
Sur Beatport, ses titres les mieux classés sont ACIIID et Mammoth (avec Dimitri Vegas & Like Mike), n°1 du top 100 durant plusieurs semaines consécutives.
Il anime chaque mardi sa propre émission, Punx up the Volume, sur la radio Digitally Imported Radio.

## Discographie

### Albums
| Date | Album      | Label    |
| ---- | ---------- | -------- |
| 2010 | We Ar Lyve | Mau5trap |

### Singles
| Date | Titre                            | Artiste                                | Label                                       |
| ---- | -------------------------------- | -------------------------------------- | ------------------------------------------- |
| 1994 | Best Before End EP               | MOGUAI                                 | Important Records                           |
| 1995 | Torque Flight                    | MOGUAI                                 | Important Records                           |
| 1997 | Suicide Commando                 | Echopark                               | Fuel/Eastwest                               |
| 1998 | Beatbox/Higher                   | Dial M for MOGUAI                      | Superfly/Kosmo                              |
| 1998 | Bang the Drum                    | Dial M for MOGUAI                      | Superfly/Kosmo                              |
| 1998 | The Final                        | Phil Fuldner                           | Superfly/Kosmo                              |
| 1999 | Go high/Are you different        | Dial M for MOGUAI                      | Punx/Kosmo                                  |
| 1999 | King of Rock                     | Dial M for MOGUAI                      | Kosmo                                       |
| 1999 | S Express                        | Phil Fuldner                           | Punx/Kosmo                                  |
| 2000 | Into Another                     | Talla 2XLC calls MOGUAI                | Tetsuo                                      |
| 2000 | Miami Pop                        | Phil Fuldner                           | Kosmo                                       |
| 2001 | Supernatural                     | Nature One Inc.                        | Fuel/Eastwest                               |
| 2001 | The Rock                         | MOGUAI pres. Punx                      | PUNX/Eastwest                               |
| 2001 | U Know Y                         | MOGUAI                                 | PUNX/BMG/ Ministry of Sound Australia       |
| 2002 | Get:On                           | MOGUAI                                 | PUNX/Superstar/ Ministry of Sound Australia |
| 2003 | Gipsy                            | Gipsy                                  | Polo/Silly Spider                           |
| 2003 | Freaks                           | MOGUAI                                 | PUNX/Superstar/ Ministry of Sound Australia |
| 2004 | In the Middle                    | Sugababes                              | Universal World                             |
| 2004 | Old N New/ Go ahead              | MOGUAI                                 | PUNX/Superstar                              |
| 2005 | Y.E.A.H.                         | PUNX                                   | PUNX                                        |
| 2005 | Live at the Kink Australia       | Romeo Engine                           | PUNX                                        |
| 2005 | Sasha (Sex Secret)               | MOGUAI & 2Raumwohnung                  | Punx/It Sounds/Sony BMG                     |
| 2006 | I want, I need, I love           | MOGUAI for Sensation White             | PUNX/ID & T/ Kontor                         |
| 2006 | Tonight                          | MOGUAI                                 | PUNX                                        |
| 2006 | Ataque                           | MOGUAI                                 | PUNX                                        |
| 2007 | Freaks 2007                      | MOGUAI & Tocadisco                     | Superstar                                   |
| 2007 | Robot Soul                       | MOGUAI                                 | Superstar                                   |
| 2007 | Something Kinda ooh              | Girls Aloud                            | Universal                                   |
| 2007 | Fling                            | Girls Aloud                            | Universal                                   |
| 2007 | The Beat Goes On                 | Guiamo                                 | Hope                                        |
| 2008 | Diamond Back/Ray                 | MOGUAI & Zenker                        | BluFin                                      |
| 2008 | Kick Out The Jam                 | MOGUAI                                 | PUNX/IO Music                               |
| 2008 | Sittin On Chrome                 | MOGUAI                                 | Kontor                                      |
| 2008 | Still Sittin On Chrome           | MOGUAI vs. Sebastian Ingrosso          | Refune                                      |
| 2008 | Wild Thing                       | MOGUAI vs. Tone Loc                    | Delicious Vinyl                             |
| 2008 | Beat Box                         | Dial M for MOGUAI                      | PUNX                                        |
| 2009 | The Trip                         | MOGUAI                                 | Toca 45                                     |
| 2009 | ZYVOX                            | MOGUAI                                 | Mau5trap                                    |
| 2009 | Lyve/Impereal                    | MOGUAI                                 | Mau5trap                                    |
| 2009 | I.D.Y. (I Dance You)             | MOGUAI                                 | PUNX                                        |
| 2009 | Oyster                           | MOGUAI                                 | Mau5trap                                    |
| 2010 | Nyce/Blau                        | MOGUAI                                 | Mau5trap                                    |
| 2010 | 8001/Stay Planetary EP           | MOGUAI                                 | Mau5trap                                    |
| 2010 | Get Fresh                        | MOGUAI                                 | Skint Records                               |
| 2010 | We Want Your Soul                | MOGUAI                                 | Size Records                                |
| 2011 | Original Hardcore                | MOGUAI & WestBam                       | Skint Records                               |
| 2011 | Optinuum                         | MOGUAI                                 | Mau5trap                                    |
| 2011 | Beat Of The Drum feat. SOFI      | MOGUAI                                 | Mau5trap                                    |
| 2011 | Ya Mama (Push The Tempo)         | Fatboy Slim vs. MOGUAI                 | Skint Records                               |
| 2011 | Oxygen feat. Fiora               | MOGUAI                                 | Mau5trap                                    |
| 2012 | Mpire                            | MOGUAI                                 | Mau5trap                                    |
| 2012 | Lyme (MOGUAI's Crushed Lyme Mix) | MOGUAI                                 | Mau5trap                                    |
| 2012 | In n'Out (Tommy Trash Club Mix)  | MOGUAI & Tommy Trash                   | Mau5trap                                    |
| 2012 | Brunette                         | AN21 & Max Vangeli & MOGUAI            | Size Records                                |
| 2013 | Mammoth                          | Dimitri Vegas & Like Mike & MOGUAI     | Spinnin Records                             |
| 2013 | Champs                           | MOGUAI                                 | Size Records                                |
| 2013 | PunkOmat                         | MOGUAI                                 | Punx Records                                |
| 2013 | When I Rock                      | MOGUAI                                 | Punx Records                                |
| 2013 | Can't Stop feat. Niles Mason     | MOGUAI                                 | Spinnin Records                             |
| 2014 | ACIIID                           | MOGUAI                                 | Spinnin Records                             |
| 2014 | The Future                       | MOGUAI                                 | Punx Records                                |
| 2014 | Real Life                        | TsT & MOGUAI feat. Amba Shepherd       | Musical Freedom                             |
| 2014 | K I X S                          | MOGUAI                                 | Spinnin Records                             |
| 2015 | The Zound (Energy Flash)         | MOGUAI & Joey Beltram vs. Cobra Effect | Fly Eye Records                             |
| 2015 | Portland                         | Watermat & MOGUAI                      | Spinnin Records                             |
| 2015 | Hold On                          | MOGUAI feat. Cheat Codes               | Spinnin' Deep                               |
| 2016 | Save Tonight                     | Robin Schulz & MOGUAI feat. Solamay    | Tonspiel/Warner                             |
| 2016 | You'll See Me                    | MOGUAI feat. Tom Came                  | Tonspiel/Warner                             |
| 2016 | Pray for Rain                    | MOGUAI                                 | Tonspiel/Warner                             |
| 2017 | Tinhauser                        | MOGUAI                                 | Spinnin' Deep                               |
| 2017 | Satisfied                        | MOGUAI & AKA AKA                       | Enormous Tunes                              |
| 2017 | Say a Little Prayer              | MOGUAI & Polina                        | Spinnin' Deep                               |
| 2017 | Bright Light                     | MOGUAI & Tinlicker                     | Mau5trap                                    |
| 2018 | Lee                              | MOGUAI & Zonderling                    | Heldeep Records                             |
| 2018 | Home                             | MOGUAI & AKA AKA                       | Axtone Records                              |

### Remixes
| Release | Titre                                                  | Artiste                        | Label                    |
| ------- | ------------------------------------------------------ | ------------------------------ | ------------------------ |
| 1999    | Sketches in the Spring                                 | Cosmic Baby                    | Intercord                |
| 1999    | To the Rhythm                                          | Yves Deruyter                  | Bonzai Records           |
| 1999    | Too Much Rain                                          | United DJs for Central America | CDL                      |
| 1999    | Overdrive                                              | DJ Sandy vs. Housetrap         | Kosmo                    |
| 2000    | Feel it                                                | Inaya Day                      | Positiva UK              |
| 2000    | The Baguio Track                                       | Luzon                          | Yoshitoshi Records       |
| 2000    | Light Speed                                            | Oliver Lieb                    | DATA                     |
| 2001    | 7Colours                                               | Lost Witness                   | EMI Group                |
| 2001    | Island                                                 | Orinoko                        | Dance Division           |
| 2001    | I`m Not Homesick                                       | Santos                         | ZYX Music                |
| 2002    | Emerge                                                 | Fischerspooner                 | Ministry Of Sound USA    |
| 2002    | Ich Und Elaine                                         | 2Raumwohnung                   | It Sounds/Sony BMG       |
| 2002    | Xpress 2 vs. David Byrn                                | Lazy                           | Skint Records            |
| 2003    | Who Said (Stuck In The UK)                             | Planet Funk                    | Illustrious/Sony UK      |
| 2005    | Die Nacht                                              | Schiller & Thomas D            | Universal Music          |
| 2005    | Geht`s Noch                                            | Roman Flügel                   | Cocoon Recordings        |
| 2006    | Casino                                                 | NU NRG                         | Vandit Records           |
| 2006    | Nichts Von Alledem (Tut Mir Leid)                      | Rosenstolz                     | Universal Music          |
| 2006    | Sweet Child Of Mine                                    | Flat Pack                      | We Play                  |
| 2007    | Freak in the Morning                                   | Tocadisco                      |                          |
| 2008    | 1, 2, 3...                                             | Alexander Marcus               | Kontor                   |
| 2008    | Cracks                                                 | Meat Katie                     | Lot49                    |
| 2008    | Tabasco                                                | Kohlbecker & Eilmes            | We Play                  |
| 2009    | This Must Be It                                        | Röyksopp                       | Wall of sound            |
| 2009    | Hell Yeah                                              | UAF Anthem                     | Sony Music AU            |
| 2009    | Release Me                                             | Agnes                          | Warner Music             |
| 2009    | Leave Me Amor                                          | Ryskee                         | We Play                  |
| 2009    | Float My Boat                                          | Lazy Jay                       | Big&Dirty/We Play/News   |
| 2009    | Supply And Demand                                      | Fischerspooner                 | DIM MAK USA              |
| 2009    | Slide                                                  | Funkerman                      | Flamingo Recordings      |
| 2009    | Quadrillion                                            | Big World feat. Markus Binapfl | PUNX                     |
| 2009    | Let`s Get Bleeped Tonight                              | Dada Life                      | Big & Dirty              |
| 2009    | One Time We Lived                                      | Moby                           | Little Idiot             |
| 2010    | Dynamik                                                | Michael Woods                  | Mau5trap                 |
| 2010    | Song For A Girl                                        | Moonbeam                       | Blackhole Recordings     |
| 2010    | Black Magic                                            | The Green Children             | Knightingale             |
| 2011    | Get On You                                             | Xpress 2                       | Skint Records            |
| 2011    | Zaman                                                  | Felix Da Housecat              | Doorn Records            |
| 2011    | Bangduck                                               | Afrojack                       | Wall Recordings          |
| 2011    | Diamond Jigsaw                                         | Underworld                     | OM Recordings            |
| 2011    | I Wanna Go                                             | Britney Spears                 | JIVE                     |
| 2011    | Never Will Be Mine                                     | Rye Rye & Robyn                | Interscope USA           |
| 2011    | Best Thing I`ve Never Had                              | Beyoncé                        | JIVE                     |
| 2012    | I'm not leaving feat. Martha Reeves and the Funk Bros. | The Crystal Method             | Tiny E Music             |
| 2012    | Keep running the melody feat. Kreesha Turner           | Wally Lopez                    | EMI Spain                |
| 2012    | Dark Side                                              | Kelly Clarkson                 | RCA Records              |
| 2012    | Steve Jobs feat. Angger Dimas                          | Steve Aoki                     | Ultra Records            |
| 2012    | Extreme Ways (Bourne's Legacy)                         | Moby                           | Little Idiot             |
| 2013    | You Need the Drugs                                     | WestBam                        | Vertigo Records          |
| 2015    | White Clouds                                           | DVBBS                          | Spinnin' Records         |
| 2015    | Show Me Love                                           | Robin Schulz & J.U.D.G.E.      | Warner Germany, TONSPIEL |